# Saint-Georges-les-Landes
Saint-Georges-les-Landes é uma comuna francesa na região administrativa da Nova Aquitânia, no departamento de Alto Vienne. Estende-se por uma área de 16,21 km². Em 2010 a comuna tinha 240 habitantes (densidade: 14,8 hab./km²).